# La Encarnación (Honduras)
La Encarnación (en honor a la Virgen de la Encarnación) es un municipio del departamento de Ocotepeque en la República de Honduras.

## Toponimia
Su nombre es en honor a la Virgen de la Encarnación, santa de la iglesia católica.

## Límites
| Orientación | Límite                                |
| ----------- | ------------------------------------- |
| Norte       | Municipio de San Fernando, Ocotepeque |
| Sur         | Municipio de Fraternidad, Ocotepeque  |
| Sur         | Municipio de Lucerna, Ocotepeque      |
| Este        | Municipio de La Unión, Copán          |
| Oeste       | Municipio de San Jorge, Ocotepeque    |

Municipalidad de La Encarnación Ocotepeque

## Historia
Es una antigua aldea compuesta por emigrantes de la Guatemala y El Salvador que vieron la posibilidad de explotar las tierras fértiles ubicadas en los márgenes del Río El Playón, de donde viene su primer nombre "El Playón", dependiendo de la Municipalidad de San Jorge.
En 1889 (18 de enero), la Municipalidad de San Jorge celebró sesión donde acordaron pasar la cabecera Municipal a la Aldea de El Playón, acordando además ponerle el nombre de La Encarnación.
En 1998, este pueblo fue uno de los más afectados por el histórico Huracán Mitch.

## Economía
El cultivo y producción del grano del café de muy alta calidad. El Municipio es sede de la Cooperativa de Café La Encarnación Limitada (COPROCAEL), una de las organizaciones comerciales de café del occidente de Honduras. También tiene actividades económicas como ganadería y agricultura, como el cultivo de granos básicos y el comercio. En el transcurso de los años se an establecido cooperativas, bancos, clínicas privadas, farmacias y ferreterías ahora es un municipio que a prosperado principalmente por el comercio.

## División Política
Aldeas: 6 (2014)
Caseríos: 25 (2014)
| Código | Aldea                     |
| ------ | ------------------------- |
| 140601 | La Encarnación            |
| 140602 | Cuajo Seco o Las Delicias |
| 140603 | El Limoncito              |
| 140604 | El Naranjo                |
| 140605 | San Antonio de Limoncito  |
| 140606 | Sesesmiles                |